# محمد شيكر
محمد شيگر (مواليد 1949)، هو فيلسوف كاتب وروائي ومفكر واقتصادي واستاذ جامعي مغربي، حاصل على دكتوراه في الاقتصاد، وأستاذاً زائراً يدرس اقتصاد المعرفة بجامعة محمد الخامس بالرباط، ومُفكر أصدر جملة من الكتب في مجالات اجتماعية، وتقلد عدة مناصب بإحدى المؤسسات المالية المغربية الكبرى.

## من مؤلفاته
- رواية: «التجال الفتنة أشد من القتل ...وفتنة التجال أشد الفتن» (1986).
- رواية: «الدجال» (1988).
- رواية: «الرجل الذي لا ظل له» (1991).
- رواية: «الرافض» (2002).
- رواية: «يوم ينتفض عصفور» (2021).
- كتاب (الناجية) الذي يتناول «ذاكرة» صندوق الإيداع والتدبير.
- المشروع المجتمعي المندمج أو المثلث الذهبي (2003).
- الاقتصاد المغربي: السياق العام والوضعية والآفاق (2015).
- ما المثقف؟ أو المثقف وسندروم الوصاية (2016).[3]
- نماذج التنمية والتجربة المغربية، ليولدَ الفينيق من جديد (2019).